# Siegfried David Etame Massoma
Siegfried David Etame Massoma (né le 8 août 1946 à Ndoungué) est un haut-fonctionnaire et homme politique camerounais. Il a été gouverneur de plusieurs provinces, puis ministre de la jeunesse et des sports en 2004. Il est nommé sénateur le 8 mai 2013 et reconduit à cette fonction le 12 avril 2018.

## Biographie

### Enfance et débuts
Siegfried David Etamè Massoma est né le 8 août 1946 à Ndoungué, une localité située dans le département du Moungo, dans la région du Littoral. Il est titulaire d’une licence en sciences économiques obtenue à l’Université de Yaoundé. Il est également diplômé de l’École nationale d’administration et de magistrature.

### Carrière
Siegfried David Etamè Massoma a fait une longue carrière dans l’administration. Il commence sa carrière dans l’administration publique camerounaise en tant que premier adjoint préfectoral à Foumban dans le Noun (province de l’Ouest) en 1979. Il cumule cette fonction avec celle de chef du cabinet de cette même province à partir de l’année suivante jusqu’à sa nomination comme préfet du département des Bamboutos (région de l’Ouest) en 1983. 
Il exerce la fonction de gouverneur de province pendant 17 années. En 1985, il est d'abord nommé gouverneur de la province de l´Ouest, avant d´être muté dans le Sud-Ouest en 1991. À partir de 1993, il prend la tête de la province de l’Est. Il termine son parcours de gouverneur de province dans le Centre, où en 1998, il est appelé à faire valoir ses droits à la retraite. Il a passé une longue carrière dans l´administration publique.
En 2004, il est nommé ministre de la Jeunesse et des Sports. Il exerce cette fonction pendant 7 mois et 14 jours. Le 12 décembre 2004, il est nommé ministre délégué à la présidence de la République chargé du Contrôle supérieur de l’État.  
Le 19 février 2016, il est nommé membre du comité d’éthique du Comité national olympique et sportif du Cameroun (CNOSC) par Hamad Kalkaba Malboum.

### Politique
David Etamè Massoma est militant du Rassemblement démocratique du peuple camerounais (RDPC), le parti au pouvoir au Cameroun. 
Le 8 mai 2013, il est nommé Sénateur par décret du chef de l’État Paul Biya. Il est reconduit au sénat le 12 avril 2018 au terme des secondes élections sénatoriales camerounaises tenues en mars 2018. Il est le président de la Commission des lois constitutionnelles du Sénat.
Il est le président du Golf Club de Yaoundé, l'unique country club de golf de la cité capitale.